# Union des comités nationaux olympiques arabes
L'union des comités nationaux olympiques arabes (en anglais : Union of Arab National Olympic Committees ou UANOC, en arabe : إتحاد اللجان الأولمبية الوطنية العربية) est une organisation internationale basée à Riyad, en Arabie saoudite, réunissant vingt-deux comités nationaux olympiques du monde arabe.

## Pays membres

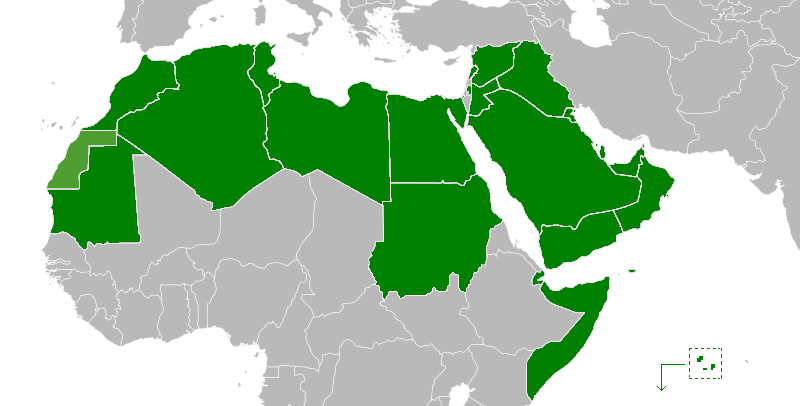
En vert, les pays membres de l'Union des comités nationaux olympiques arabes.

22 comités nationaux olympiques sont membres de l'UANOC.
| Nation              | Code | Comité national olympique                         |
| ------------------- | ---- | ------------------------------------------------- |
| Algérie             | ALG  | Comité olympique algérien                         |
| Arabie saoudite     | KSA  | Comité olympique d'Arabie saoudite                |
| Bahreïn             | BAH  | Comité olympique de Bahreïn                       |
| Comores             | COM  | Comité olympique et sportif des îles Comores      |
| Djibouti            | DJI  | Comité national olympique djiboutien              |
| Égypte              | EGY  | Comité olympique égyptien                         |
| Émirats arabes unis | UAE  | Comité national olympique des Émirats arabes unis |
| Irak                | IRQ  | Comité national olympique de l'Irak               |
| Jordanie            | JOR  | Comité olympique jordanien                        |
| Koweït              | KUW  | Comité olympique du Koweït                        |
| Liban               | LIB  | Comité olympique libanais                         |
| Libye               | LBA  | Comité olympique libyen                           |
| Mauritanie          | MTN  | Comité national olympique et sportif mauritanien  |
| Maroc               | MAR  | Comité national olympique marocain                |
| Oman                | OMA  | Comité olympique d'Oman                           |
| Palestine           | PLE  | Comité olympique de Palestine                     |
| Qatar               | QAT  | Comité olympique du Qatar                         |
| Somalie             | SOM  | Comité olympique somalien                         |
| Soudan              | SUD  | Comité olympique du Soudan                        |
| Syrie               | SYR  | Comité olympique syrien                           |
| Tunisie             | TUN  | Comité national olympique tunisien                |
| Yémen               | YEM  | Comité olympique du Yémen                         |

## Événements organisés
- Jeux panarabes